# Oporinia ovulariata
Oporinia ovulariata là một loài bướm đêm trong họ Geometridae.